# Liste der Mitglieder des Senats im 33. Kongress der Vereinigten Staaten
Die Senatoren im 33. Kongress der Vereinigten Staaten wurden zu einem Drittel 1852 und 1853 neu gewählt. Vor der Verabschiedung des 17. Zusatzartikels 1913 wurde der Senat nicht direkt gewählt, sondern die Senatoren wurden von den Parlamenten der Bundesstaaten bestimmt. Jeder Staat wählt zwei Senatoren, die unterschiedlichen Klassen angehören. Die Amtszeit beträgt sechs Jahre, alle zwei Jahre wird für die Sitze einer der drei Klassen gewählt. Zwei Drittel des Senats bestehen daher aus Senatoren, deren Amtszeit noch andauert.
Die Amtszeit des 33. Kongresses ging vom 4. März 1853 bis zum 3. März 1855. Seine erste Tagungsperiode fand vom 5. Dezember 1853 bis zum 7. August 1854 in Washington, D.C. statt, die zweite vom 4. Dezember 1854 bis zum 3. März 1855. Vorher fand bereits vom 4. März bis zum 11. April 1853 eine Sondersitzung statt.

## Zusammensetzung und Veränderungen
Im 32. Kongress saßen am Ende seiner Amtszeit 35 Demokraten, 23 Whigs und drei Senatoren der Free Soil Party, ein Sitz war vakant. Bei den Wahlen 1852 und 1853 gewann die American Party, die meist als Know-Nothing Party bezeichnet wird, einen Sitz von den Whigs, einen weiteren Sitz verloren die Whigs an die Demokraten, konnten aber im Gegenzug einen von diesen erobern. Einen Sitz gewannen die Demokraten von Free Soil, außerdem gewannen sie den vakanten Sitz in New Jersey. Drei Sitze der Whigs und zwei der Demokraten bleiben zunächst vakant, so dass zu Beginn des Kongresses 35 Demokraten, 19 Whigs, zwei Free Soiler und ein Know Nothing im Senat saßen, fünf Sitze waren vakant. Zwei der vakanten Sitze wurden noch vor der ersten regulären Sitzung des Kongresses von Demokraten besetzt, womit deren Mehrheit auf 37 Sitze stieg. Bei Nachwahlen im Jahr 1854 gingen zwei Sitze der Whigs an Free Soil, zwei der vakanten Sitze gingen an die Demokraten, einer an die Whigs. Ein Sitz in New Hampshire wurde nach dem Rücktritt des demokratischen Senators nicht neu besetzt. Damit stieg die demokratische Mehrheit auf 38 Sitze gegen 18 Whigs, vier Free Soiler und einen Know Nothing, ein Sitz war vakant. Anfang 1855 verloren die Whigs einen Sitz durch Nachwahl an Know Nothing bzw. die neu gegründeten Republikaner, die Demokraten verloren einen Sitz, der nach dem Rücktritt des Senators nicht neu besetzt wurde. Damit waren zum Ende des 33. Kongresses 37 Demokraten, 17 Whigs, vier Free Soiler, ein Know Nothing und ein Republikaner im Senat, zwei Sitze waren vakant.

## Spezielle Funktionen
Nach der Verfassung der Vereinigten Staaten ist der Vizepräsident der Vorsitzende des Senats, ohne ihm selbst anzugehören. Bei Stimmengleichheit gibt seine Stimme den Ausschlag. Zu Beginn des 33. Kongresses war William R. King Vizepräsident. Durch seinen Tod am 18. Mai 1853 war das Amt des Vizepräsidenten anschließend vakant. Im Gegensatz zur heutigen Praxis leitete der Vizepräsident bis ins späte 19. Jahrhundert tatsächlich die Senatssitzungen. Ein Senator wurde zum Präsidenten pro tempore gewählt, der bei Abwesenheit des Vizepräsidenten den Vorsitz übernahm. Vom 4. März 1853 bis zum 4. Dezember 1854 war David R. Atchison Präsident pro tempore, am 4. Dezember 1854 Lewis Cass und vom 5. Dezember 1854 bis zum Ende des Kongresses am 3. März 1855 sowie weiter im 34. Kongress bis zum 2. Dezember 1855 war es Jesse D. Bright. Nach der damaligen Regelung der Nachfolge des Präsidenten wären Atchison, Cass bw. Bright amtierender Präsident geworden, wäre Pierce ausgefallen.

## Liste der Senatoren
Unter Partei ist vermerkt, ob ein Senator der Demokratischen Partei, der Whig Party, der Free Soil Party oder der Know-Nothing Party angehörte. Unter Staat sind die Listen der Senatoren des jeweiligen Staats verlinkt. Die reguläre Amtszeit richtet sich nach der Senatsklasse: Senatoren der Klasse I waren bis zum 3. März 1857 gewählt, die der Klasse II bis zum 3. März 1859 und die der Klasse III bis zum 3. März 1855. Das Datum gibt an, wann der entsprechende Senator in den Senat aufgenommen wurde, eventuelle frühere Amtszeiten nicht berücksichtigt. Unter Sen. steht die fortlaufende Nummer der Senatoren in chronologischer Ordnung, je niedriger diese ist, umso größer ist in der Regel die Seniorität des Senators. Die Tabelle ist mit den Pfeiltasten sortierbar.
| Senator                | Partei        | Staat          | Klasse | Datum         | Sen. | Anmerkung                                                         |
| ---------------------- | ------------- | -------------- | ------ | ------------- | ---- | ----------------------------------------------------------------- |
| Clement Claiborne Clay | Demokrat      | Alabama        | II     | 4. März 1853  | 508b |                                                                   |
| Benjamin Fitzpatrick   | Demokrat      | Alabama        | III    | 14. Jan. 1853 | 461  | früher im 30. bis 31. Kongress                                    |
| William K. Sebastian   | Demokrat      | Arkansas       | II     | 12. Mai 1848  | 455  |                                                                   |
| Solon Borland          | Demokrat      | Arkansas       | III    | 30. März 1848 | 454  | trat am 11. April 1853 zurück                                     |
| Robert W. Johnson      | Demokrat      | Arkansas       | III    | 6. Juli 1853  | 517  | ernannt und gewählt als Nachfolger von Borland                    |
| Isaac Toucey           | Demokrat      | Connecticut    | I      | 12. Mai 1852  | 500  |                                                                   |
| Truman Smith           | Whig          | Connecticut    | III    | 4. März 1849  | 471  | trat am 24. Mai 1854 zurück                                       |
| Francis Gillette       | Free Soil     | Connecticut    | III    | 25. Mai 1854  | 521  | gewählt als Nachfolger von Smith                                  |
| James A. Bayard        | Demokrat      | Delaware       | I      | 4. März 1851  | 484  |                                                                   |
| John M. Clayton        | Whig          | Delaware       | II     | 4. März 1853  | 296  | früher im 21. bis 24., 29. bis 30. Kongress                       |
| Stephen R. Mallory     | Demokrat      | Florida        | I      | 4. März 1851  | 491  |                                                                   |
| Jackson Morton         | Whig          | Florida        | III    | 4. März 1849  | 468  |                                                                   |
| Robert A. Toombs       | Demokrat      | Georgia        | II     | 4. März 1853  | 514  |                                                                   |
| William Crosby Dawson  | Whig          | Georgia        | III    | 4. März 1849  | 467  |                                                                   |
| Stephen A. Douglas     | Demokrat      | Illinois       | II     | 4. März 1847  | 441  |                                                                   |
| James Shields          | Demokrat      | Illinois       | III    | 27. Okt. 1849 | 473  |                                                                   |
| Jesse D. Bright        | Demokrat      | Indiana        | I      | 4. März 1845  | 419  | Präsident pro tempore                                             |
| John Pettit            | Demokrat      | Indiana        | III    | 11. Jan. 1853 | 505c |                                                                   |
| George W. Jones        | Demokrat      | Iowa           | II     | 7. Dez. 1848  | 463  |                                                                   |
| Augustus C. Dodge      | Demokrat      | Iowa           | III    | 7. Dez. 1848  | 462  | trat am 22. Februar 1855 zurück                                   |
| John B. Weller         | Demokrat      | Kalifornien    | I      | 30. Jan. 1852 | 496  |                                                                   |
| William M. Gwin        | Demokrat      | Kalifornien    | III    | 9. Sep. 1850  | 481  |                                                                   |
| John B. Thompson       | Know Nothing  | Kentucky       | II     | 4. März 1853  | 512  |                                                                   |
| Archibald Dixon        | Whig          | Kentucky       | III    | 1. Sep. 1852  | 503  |                                                                   |
| Judah P. Benjamin      | Whig          | Louisiana      | II     | 4. März 1853  | 507  |                                                                   |
| Pierre Soulé           | Demokrat      | Louisiana      | III    | 4. März 1849  | 437  | trat am 11. April 1853 zurück früher im 29. Kongress              |
| John Slidell           | Demokrat      | Louisiana      | III    | 28. Apr. 1853 | 516d | gewählt als Nachfolger von Soulé                                  |
| Hannibal Hamlin        | Demokrat      | Maine          | I      | 8. Juni 1848  | 456  |                                                                   |
| William P. Fessenden   | Whig          | Maine          | II     | 10. Feb. 1854 | 520  |                                                                   |
| Thomas Pratt           | Whig          | Maryland       | I      | 12. Jan. 1850 | 476  |                                                                   |
| James Pearce           | Whig          | Maryland       | III    | 4. März 1843  | 407  |                                                                   |
| Charles Sumner         | Free Soil     | Massachusetts  | I      | 24. Apr. 1851 | 494  |                                                                   |
| Edward Everett         | Whig          | Massachusetts  | II     | 4. März 1853  | 510  | trat am 1. Juni 1854 zurück                                       |
| Julius Rockwell        | Whig          | Massachusetts  | II     | 3. Juni 1854  | 522  | ernannt als Nachfolger von Everett                                |
| Henry Wilson           | Know Nothinga | Massachusetts  | II     | 31. Jan. 1855 | 526  | gewählt als Nachfolger von Everett                                |
| Lewis Cass             | Demokrat      | Michigan       | I      | 4. März 1849  | 420  | Präsident pro tempore früher im 29. bis 30. Kongress              |
| Charles E. Stuart      | Demokrat      | Michigan       | II     | 4. März 1853  | 511  |                                                                   |
| Stephen Adams          | Demokrat      | Mississippi    | I      | 17. März 1852 | 498  |                                                                   |
| Albert G. Brown        | Demokrat      | Mississippi    | II     | 7. Jan. 1854  | 519  |                                                                   |
| Henry S. Geyer         | Whig          | Missouri       | I      | 4. März 1851  | 486  |                                                                   |
| David R. Atchison      | Demokrat      | Missouri       | III    | 14. Okt. 1843 | 411  | Präsident pro tempore                                             |
| Charles G. Atherton    | Demokrat      | New Hampshire  | II     | 4. März 1853  | 401  | starb am 15. November 1853 früher im 28. bis 30. Kongress         |
| Jared W. Williams      | Demokrat      | New Hampshire  | II     | 29. Nov. 1853 | 518  | ernannt als Nachfolger von Atherton trat am 4. August 1854 zurück |
| Moses Norris           | Demokrat      | New Hampshire  | III    | 4. März 1849  | 469  | starb am 11. Januar 1855                                          |
| John S. Wells          | Demokrat      | New Hampshire  | III    | 25. Jan. 1855 | 525  | ernannt als Nachfolger von Norris                                 |
| John R. Thomson        | Demokrat      | New Jersey     | I      | 4. März 1853  | 513  |                                                                   |
| William Wright         | Demokrat      | New Jersey     | II     | 4. März 1853  | 515  |                                                                   |
| Hamilton Fish          | Whig          | New York       | I      | 4. März 1851  | 487e |                                                                   |
| William H. Seward      | Whig          | New York       | III    | 4. März 1849  | 470  |                                                                   |
| David S. Reid          | Demokrat      | North Carolina | II     | 6. Dez. 1854  | 524  |                                                                   |
| George E. Badger       | Whig          | North Carolina | III    | 25. Nov. 1846 | 435  |                                                                   |
| Benjamin Wade          | Whig          | Ohio           | I      | 15. März 1851 | 493  |                                                                   |
| Salmon P. Chase        | Free Soil     | Ohio           | III    | 4. März 1849  | 465  |                                                                   |
| Richard Brodhead       | Demokrat      | Pennsylvania   | I      | 4. März 1851  | 485  |                                                                   |
| James Cooper           | Whig          | Pennsylvania   | III    | 4. März 1849  | 466  |                                                                   |
| Charles T. James       | Demokrat      | Rhode Island   | I      | 4. März 1851  | 489  |                                                                   |
| Philip Allen           | Demokrat      | Rhode Island   | II     | 4. März 1853  | 506f |                                                                   |
| Josiah J. Evans        | Demokrat      | South Carolina | II     | 4. März 1853  | 509  |                                                                   |
| Andrew Butler          | Demokrat      | South Carolina | III    | 4. Dez. 1846  | 436  |                                                                   |
| James C. Jones         | Whig          | Tennessee      | I      | 4. März 1851  | 490  |                                                                   |
| John Bell              | Whig          | Tennessee      | II     | 22. Nov. 1847 | 451  |                                                                   |
| Thomas J. Rusk         | Demokrat      | Texas          | I      | 21. Feb. 1846 | 433  |                                                                   |
| Sam Houston            | Demokrat      | Texas          | II     | 21. Feb. 1846 | 432  |                                                                   |
| Solomon Foot           | Whig          | Vermont        | I      | 4. März 1851  | 488  |                                                                   |
| Samuel S. Phelps       | Whig          | Vermont        | III    | 17. Jan. 1853 | 374  | Sitz aberkannt am 16. März 1854 früher im 26. bis 31. Kongress    |
| Lawrence Brainerd      | Free Soil     | Vermont        | III    | 14. Okt. 1854 | 523  | gewählt als Nachfolger von Phelps                                 |
| James M. Mason         | Demokrat      | Virginia       | I      | 21. Jan. 1847 | 438  |                                                                   |
| Robert M. T. Hunter    | Demokrat      | Virginia       | II     | 4. März 1847  | 446  |                                                                   |
| Henry Dodge            | Demokrat      | Wisconsin      | I      | 8. Juni 1848  | 457  |                                                                   |
| Isaac P. Walker        | Demokrat      | Wisconsin      | III    | 8. Juni 1848  | 458  |                                                                   |

- a) Wilson war einer der Gründer der Free Soil Party, in den Senat gewählt wurde er von einer Koalition von Free Soil, Know Nothing sowie Gegnern der Sklaverei bei Whigs und Demokraten. Er schloss sich am Ende des Kongresses den Republikanern an.[4]
- b) Clay trat sein Amt nach anderen Quellen erst am 29. November an.[5]
- c) Pettit trat sein Amt nach anderen Quellen erst am 18. Januar an.[6]
- d) Slidell trat sein Amt nach anderen Quellen erst am 5. Dezember an.[7]
- e) Die Wahl von Fish wurde vom New Yorker Senat am 19. März rückwirkend für den 4. März 1851 bestätigt.[8]
- f) Allen trat sein Amt erst am 20. Juli an, da er bis dahin noch als Gouverneur amtierte.[9]